# Lasiosphaeriopsis
Lasiosphaeriopsis är ett släkte av lavar. Enligt Catalogue of Life ingår Lasiosphaeriopsis i ordningen Coronophorales, klassen Sordariomycetes, divisionen sporsäcksvampar och riket svampar, men enligt Dyntaxa är tillhörigheten istället familjen Nitschkiaceae, ordningen Coronophorales, klassen Sordariomycetes, divisionen sporsäcksvampar och riket svampar.
|                   | Scortechiniaceae                                                                               |
|                   |                                                                                                |
|                   | Nitschkiaceae                                                                                  |
|                   |                                                                                                |
|                   | Chaetosphaerellaceae                                                                           |
|                   |                                                                                                |
|                   | Bertiaceae                                                                                     |
|                   |                                                                                                |
| Lasiosphaeriopsis | \| \| Lasiosphaeriopsis salisburyi \| \| \| \| \| \| Lasiosphaeriopsis supersparsa \| \| \| \| |
|                   | \| \| Lasiosphaeriopsis salisburyi \| \| \| \| \| \| Lasiosphaeriopsis supersparsa \| \| \| \| |
|                   | Lasiosphaeriopsis salisburyi                                                                   |
|                   |                                                                                                |
|                   | Lasiosphaeriopsis supersparsa                                                                  |
|                   |                                                                                                |

|  | Lasiosphaeriopsis salisburyi  |
|  |                               |
|  | Lasiosphaeriopsis supersparsa |
|  |                               |